# San Lorenzo de Almagro
Club Atlético San Lorenzo de Almagro egy argentin labdarúgóklub, melynek székhelye Buenos Aires Flores nevezetű kerületében található. A klubot 1908-ban alapították és egyike az argentin futball öt nagy klubjának. Jelenleg az első osztályban szerepel.
Hazai mérkőzéseit az Estadio Pedro Bidegainban játssza. A klub hivatalos színei: gránátvörös-kék.

## Sikerek
Liga Profesional
- Bajnok (15): 1923 AAm, 1924 AAm, 1927, 1933 LAF, 1936 (Copa de Honor), 1946, 1959, 1968 Metropolitano, 1972 Metropolitano, 1972 Nacional, 1974 Nacional, 1995 Clausura, 2001 Clausura, 2007 Clausura, 2013 Inicial

Argentin Kupa
- Döntős (1): 2012–13

Argentin Szuperkupa
- Győztes (1): 2015

Copa de Competencia (LAF)
- Döntős (1): 1933

Copa Adrián C. Escobar
- Döntős (2): 1939, 1944

Copa General Pedro Ramírez
- Győztes (1): 1943

Copa de Competencia Británica
- Döntős (1): 1946

Copa Campeonato del Río de la Plata
- Győztes (1): 1923

Copa Aldao
- Győztes (1): 1927

Copa Libertadores
- Győztes (1): 2014

Copa Mercosur
- Győztes (1): 2001

Copa Sudamericana
- Győztes (1): 2002

## Jelenlegi keret

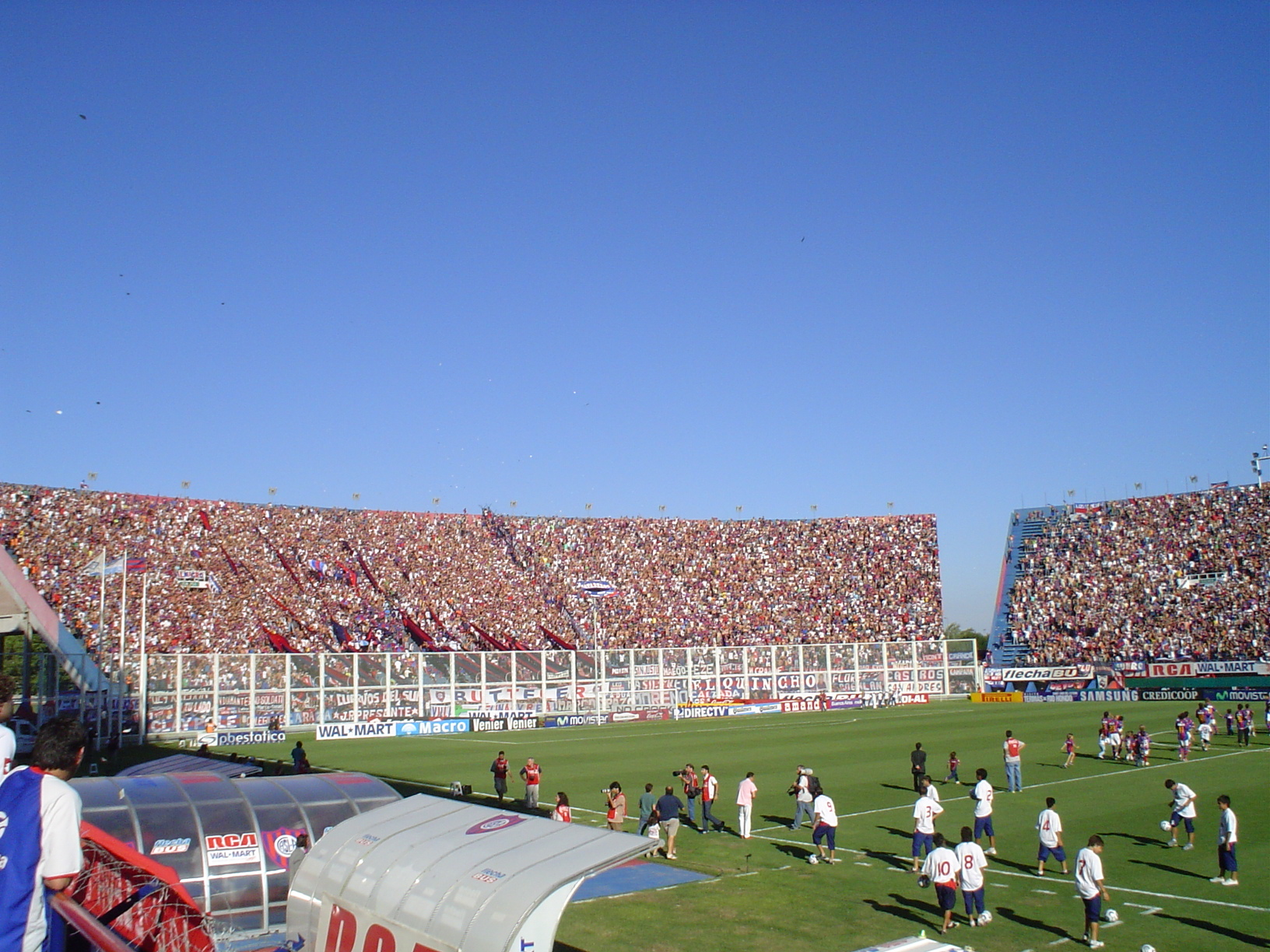

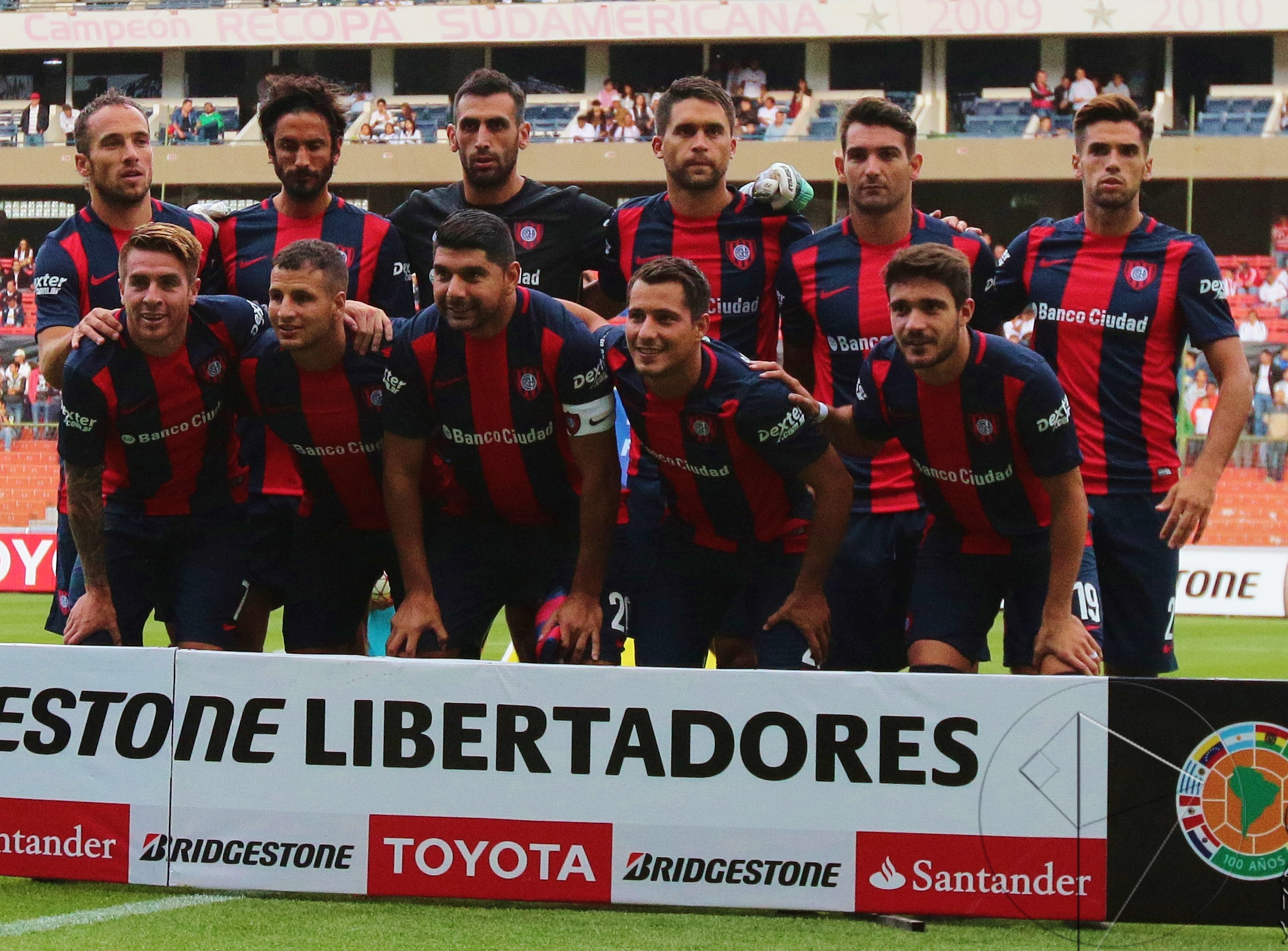

| #  |     | Poszt | Név                   |
| -- | --- | ----- | --------------------- |
| 2  | ARG | V     | Gonzalo Rodríguez     |
| 3  | ARG | V     | Bruno Pittón          |
| 4  | ARG | V     | Gino Peruzzi          |
| 5  | ARG | KP    | Lucas Menossi         |
| 6  | ARG | V     | Alejandro Donatti     |
| 7  | PAR | CS    | Adam Bareiro          |
| 8  | URU | KP    | Diego Rodríguez       |
| 10 | PAR | KP    | Óscar Romero          |
| 11 | ARG | CS    | Ezequiel Cerutti      |
| 12 | ARG | K     | Sebastián Torrico     |
| 15 | URU | V     | Ramón Arias           |
| 16 | ARG | CS    | Nicolás Fernández     |
| 17 | ARG | CS    | Mariano Peralta Bauer |
| 19 | ARG | CS    | Agustín Hausch        |
| 20 | ARG | KP    | Juan Ramírez          |
| 21 | ARG | KP    | Gerónimo Poblete      |
| 22 | ARG | K     | Nicolás Navarro       |

| #  |     | Poszt | Név                |
| -- | --- | ----- | ------------------ |
| 23 | ARG | K     | Fernando Monetti   |
| 24 | ARG | V     | Federico Gattoni   |
| 25 | ARG | K     | José Devecchi      |
| 27 | ARG | V     | Santiago Vergini   |
| 28 | ARG | KP    | Ignacio Piatti     |
| 29 | ARG | V     | Víctor Salazar     |
| 30 | ARG | V     | Francisco Flores   |
| 31 | ARG | KP    | Luis Sequeira      |
| 32 | ARG | V     | Fabricio Coloccini |
| 33 | ARG | KP    | Alexander Díaz     |
| 34 | ARG | KP    | Julián Palacios    |
| 35 | ARG | KP    | Matías Palacios    |
| 36 | ARG | KP    | Alexis Sabella     |
| 38 | ARG | CS    | Adolfo Gaich       |
| 42 | ARG | V     | Marcelo Herrera    |
| 92 | PAR | CS    | Ángel Romero       |